# Helene in Bayern

Herzogin Helene in Bayern, Erbprinzessin von Thurn und Taxis

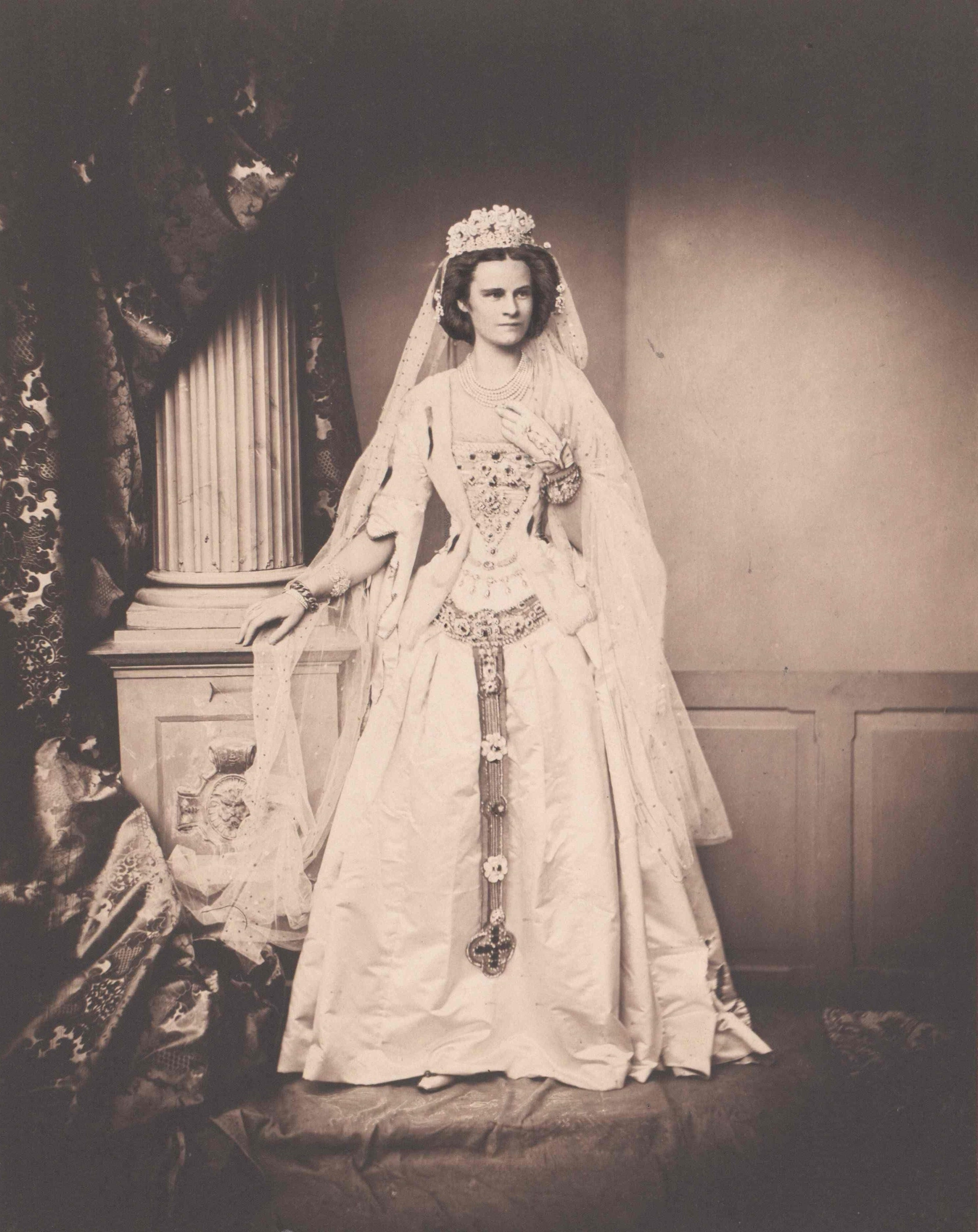
Prinzessin Helene im Brautkleid, 1858

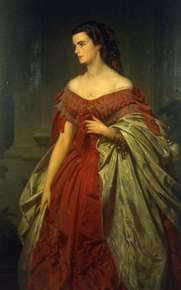
Erich Correns: Helene von Thurn und Taxis 1859, Öl auf Leinwand

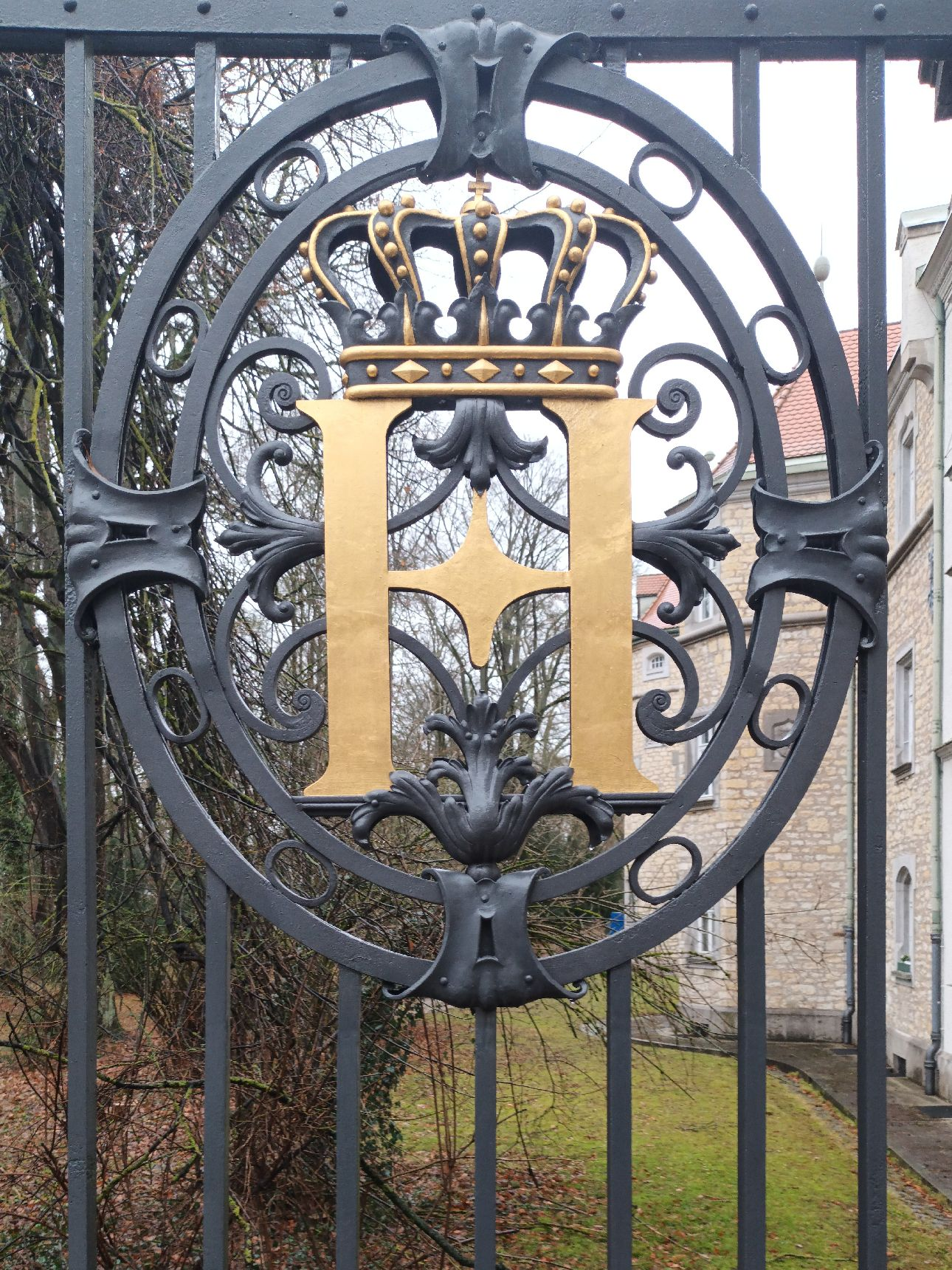
Monogramm Helenes im Bereich des Helenentors nach Restaurierung 2019 (2024)

Caroline Therese Helene, Herzogin in Bayern, genannt Néné oder Lenza (* 4. April 1834 in München; † 16. Mai 1890 in Regensburg) stammte aus der Linie der Herzöge in Bayern des Hauses Wittelsbach und wurde 1858 durch Heirat Erbprinzessin von Thurn und Taxis.

## Leben

### Kindheit und Jugend
Helene, genannt Lenza, war die älteste Tochter von Herzog Max in Bayern und Prinzessin Ludovika von Bayern. Herzogin Ludovika war mit Zwillingen schwanger gewesen, verlor aber während einer Reise nach Bayreuth einen Fötus. Das überlebende Mädchen kam am 4. April 1834 im Herzog-Max-Palais in München zur Welt und wurde Caroline Therese Helene getauft. Ihre Großmutter, Königinwitwe Karoline von Bayern, hielt das Neugeborene über das Taufbecken.
Helene, wie die junge Herzogin gerufen wurde, galt nicht als hübsches Kind. Eine ihrer Tanten, Königin Elisabeth von Preußen, beschrieb die damals Siebenjährige nach einem Besuch auf Schloss Possenhofen als „schielend und unglücklich häßlich“. Diesen Eindruck bestätigt ein Brief einer ihrer anderen Tanten sieben Jahre später. Erzherzogin Sophie von Österreich bemerkte nach einem Treffen in Innsbruck im Juni 1848, dass die „arme Helene […] nicht hübsch“ sei.
Helene war in ihrer Familie bekannt für ihren schwierigen Charakter. Ihre Nichte Amelie hielt in ihren Erinnerungen fest, dass Helene in ihrer „Mädchenzeit“ Herzogin Ludovika „das Leben sauer“ gemacht habe. Die verwitwete Königin Karoline von Bayern erwähnte Herzogin Helene in Bayern als einziges ihrer Enkelkinder namentlich in ihrem Testament.

### Heirat
1853 reiste Herzogin Ludovika zusammen mit ihren ältesten Töchtern Helene und Elisabeth zum Geburtstag ihres Neffen, des Kaisers Franz Joseph von Österreich, nach Ischl. Bei diesem Besuch hielt der österreichische Kaiser um die Hand seiner Cousine Elisabeth („Sisi“) an. Häufig findet sich in geschichtlichen Darstellungen die Behauptung, dass nach einem Plan der beiden Mütter eigentlich Helene und der österreichische Kaiser in Ischl hätten verlobt werden sollen. Neuere Quellenuntersuchungen haben allerdings ergeben, dass keinerlei schriftliche Belege existieren, die diese Behauptung stützen würden. Weder in der Korrespondenz von Erzherzogin Sophie noch in der erhaltenen Korrespondenz von Herzogin Ludovika sind Hinweise auf eine geplante Verlobung in Ischl festzustellen. Auch trübte die Verlobung das Verhältnis zwischen den beiden Schwestern in keiner Weise.
Helene galt als sehr fromm und blieb lange Zeit ohne Aussicht auf einen passenden Ehepartner. Im November 1857 notierte ihre Mutter Ludovika in einem Brief, dass ihre älteste Tochter es „gänzlich aufgegeben“ habe, einen passenden Mann zu finden. Mit 22 Jahren galt sie damals bereits als „alte Jungfer“, doch lernte sie durch Vermittlung ihrer Mutter den reichen Erbprinzen Maximilian Anton von Thurn und Taxis kennen. Herzog Max in Bayern, Helenes Vater, lud die Familie Thurn und Taxis nach Possenhofen auf die Jagd ein. Erbprinz Maximilian war sofort von Helene beeindruckt.
Als der Erbprinz abreiste, brachte er seine Heiratspläne mit der bayrischen Prinzessin seinen Eltern vor, die sofort einverstanden waren. König Maximilian von Bayern als Oberhaupt der Wittelsbacher war zwar mit einer Heirat aus dynastischen Gründen nicht einverstanden, da die Thurn und Taxis als Standesherren den souveränen Wittelsbachern nicht voll ebenbürtig waren; aber durch Kaiserin Elisabeths Einfluss auf den König konnte die Hochzeit trotzdem stattfinden. Die Trauung fand am 24. August 1858 in Possenhofen statt. Von den Schwiegereltern bekam die Braut zu diesem Anlass ein Kollier im Wert von 160.000 Gulden geschenkt. Helene führte die einzige glückliche Ehe der bayerischen Geschwister, während ihre jüngeren Schwestern immer wieder durch ein extravagantes Privatleben Aufmerksamkeit erregten.
Kurz nach der Geburt ihres zweiten Kindes 1860 reiste sie zu ihrer damals schwerkranken Schwester Elisabeth nach Korfu. Nach ihrer Rückkehr berichtete sie in Wien Kaiser Franz Joseph von der schlechten Verfassung seiner Frau.
1862 gebar sie den ersehnten Erbprinzen Maximilian Maria. 1867 kam der zweite Sohn Albert zur Welt. Die glückliche Ehe wurde von dem schweren Nierenleiden ihres Mannes Maximilian überschattet. Weder eine Kur in Karlsbad noch die besten Ärzte konnten ihn retten. Er starb 1867 im Alter von 35 Jahren.

### Witwenschaft
Helene lenkte sich mit karitativen Tätigkeiten ab. Vom österreichischen Kaiser hatte sie die Vormundschaft für ihre Kinder übertragen bekommen, und ihr Schwiegervater begann sie in die geschäftlichen Angelegenheiten des Hauses Thurn und Taxis einzuweihen, da er in ihr eine Stütze und Nachfolgerin sah. Bis zur Volljährigkeit ihres ersten Sohnes war sie das Familienoberhaupt der Familie Thurn und Taxis.
1877 heiratete ihre jüngere Tochter Elisabeth den Prinzen Miguel von Braganza. Doch nach der Geburt ihres ersten Kindes 1878 verschlechterte sich Elisabeths Gesundheitszustand und sie starb 1881. Nach dem Tod ihrer Tochter zog sich Helene aus dem öffentlichen Leben zurück.
1883 übernahm der Erbprinz, Maximilian Maria, die Leitung der Familiengeschäfte. Doch auch der hochgebildete junge Mann erkrankte und erlitt mit fast 23 Jahren schwere Herzinfarkte. Er starb bereits 1885 an einem Lungeninfarkt. Wiederum wurde Helene das Familienoberhaupt, bis 1888 ihr zweiter Sohn Albert volljährig wurde und die Leitung der Familiengeschäfte übernahm. Daraufhin zog sich Helene ganz in ihren Glauben zurück.
1890 erkrankte Helene selbst schwer an einem Unterleibsleiden. Sie bekam Fieber und unerwartet Schüttelfrost. Ihr Sohn Albert informierte daraufhin Helenes Schwester Elisabeth, welche daraufhin so schnell wie möglich anreiste. Ihre jüngere Schwester Elisabeth war auch die letzte, die noch mit Néné gesprochen hat. Elisabeths Tochter Erzherzogin Marie Valerie notierte den Dialog in ihrem Tagebuch, der in Englisch erfolgte:

„‚We two have had hard puffs in our lives‘, sagte Mama. ‚Yes but we had hearts‘, antwortete Tante Nene.“

Am 16. Mai 1890 starb Helene in Bayern im Alter von 56 Jahren. Vor ihrem Tod hatte sie die Vernichtung ihrer privaten Briefe verfügt. Helenes Sterbezimmer wurde später von ihrem Sohn in eine Kapelle umgebaut, wo dieser auch am 15. Juli 1890 heiratete.

## Ehrungen
Das 1908 fertiggestellte Regensburger Helenentor westlich vom Thurn-und-Taxis-Schloss St. Emmeram ist nach ihr benannt. Im Anschluss an das mittelalterliche Emmeramer Tor, das hier bis 1907 als einziges Tor aus der Stadt hinausführte, übernahm nach 1908 das Helenentor diese Funktion. Die an das Tor westlich anschließende Brücke überwindet den ehemaligen Stadtgraben und führt unter dem Namen Helenenstraße als Baumallee gestaltet zur nicht weit entfernten Kumpfmühlerstraße.

## Nachkommen
Helene in Bayern und Maximilian von Thurn und Taxis hatten vier Kinder:
- Prinzessin Louise von Thurn und Taxis (1859–1948) ⚭ (1879) Prinz Friedrich von Hohenzollern-Sigmaringen
- Prinzessin Elisabeth von Thurn und Taxis (1860–1881) ⚭ (1877) Herzog Michael von Braganza
- Fürst Maximilian Maria von Thurn und Taxis (1862–1885)
- Fürst Albert von Thurn und Taxis (1867–1952) ⚭ (1890) Erzherzogin Margarethe Klementine von Österreich

## Film
Sisis berühmte Geschwister, BR-Dokumentation von Bernhard Graf, 2016

## Ausstellung
Erbprinzessin Helene von Thurn und Taxis zählt zu den Persönlichkeiten, deren Biographie in der Bayerischen Landesausstellung 2021 mit dem Titel Götterdämmerung II: Die letzten Monarchen vorgestellt wurde.